# Giannina Silva
Giannina Carla Silva Varela (Montevideo, 24 de noviembre de 1984) es una presentadora de televisión, modelo, reina de belleza y actriz uruguaya.

## Biografía
Nació y fue criada en Barrio Sur, Montevideo. Su tío fue Waldemar Silva, figura del carnaval y creador de la comparsa Cuareim 1080. Cursó sus estudios primarios y secundarios en la Escuela y Liceo Elbio Fernández, integrando el cuadro de honor de la institución. En 2003 fue Reina del Carnaval.
En 2006 fue nombrada Reina de Punta del Este. En 2007 fue coronada Miss América Latina pero posteriormente despojada del título debido a que no cumplía reglas que el certamen exigía como ganadora.
En marzo de 2007 fue nombrada Miss Uruguay, por lo que representó al país en la 56. ª edición de Miss Universo, que se llevó a cabo el 28 de mayo de ese año en la Ciudad de México (México). En octubre participó del concurso Reino Hispanoamericana, resultando en el Top 8 del certamen. En 2009 participó del Miss Hawaiian Tropic Internacional Punta del Este 2009 realizado en el Hotel Conrad. En 2008 formó parte reality musical de Canal 10, Localidades agotadas encargándose de la presentación del backstage.
Entre 2012 y 2016 formó parte del programa humorístico de Canal 4, Sé lo que viste, conducido por Álvaro Navia. En 2014 fichó como movilera del programa de espectáculos de la misma cadena, Algo contigo; dos años más tarde se incorporó al panel fijo del mismo. En 2015 se desempeñó como jurado en el reality de modelaje Maybelline Model, conducido por Sofía Rodríguez. En 2020 estrenó el programa musical dominical Aquí está su música. En diciembre de 2022 reemplazó a Andy Vila en la conducción del magacín matutino Vamo Arriba, y en enero de 2023 debió dejar su puesto en Algo Contigo; siendo el 29 de enero su última aparición al aire.

## Trayectoria

### Televisión
| Programas     | Programas            | Programas | Programas                         |
| Año           | Título               | Canal     | Rol                               |
| ------------- | -------------------- | --------- | --------------------------------- |
| 2008          | Localidades agotadas | Canal 10  | Conductora del backstage          |
| 2012-2016     | Sé lo que viste      | Canal 4   | Coconductora y actriz de sketches |
| 2014-2016     | Algo contigo         | Canal 4   | Movilera                          |
| 2016-2023     | Algo contigo         | Canal 4   | Conductora                        |
| 2015          | Maybelline Model     | Canal 4   | Jurado                            |
| 2020-presente | Aquí está su música  | Canal 4   | Conductora                        |
| 2022-presente | Vamo' arriba         | Canal 4   | Coconductora                      |

### Teatro
| Año  | Título                             | Dirección                      |
| ---- | ---------------------------------- | ------------------------------ |
| 2013 | Asuntos de pareja                  | Leonardo Preziosi              |
| 2014 | Más vale bien acompañado, que solo | Alfredo Leirós - Hugo Giachino |
| 2019 | Crossdress                         | Wosh Machin                    |
| 2021 | Ni un golpe más                    | Wosh Machin                    |

## Vida personal
En septiembre de 2024, Silva anunció que estaba embarazada de su primer hijo junto a su novio Gonzalo Zaugg. El 19 de marzo de 2025 nació su hija Isabella.

## Premios y nominaciones
| Año' | Premios     | Categoría             | Trabajo nominado                   | Resultado |
| ---- | ----------- | --------------------- | ---------------------------------- | --------- |
| 2014 | Premio Iris | Revelación            | Algo contigo - Sé lo que viste[21] | Nominada  |
| 2017 | Premio Iris | Mejor notero/movilero | Algo contigo[22]                   | Ganadora  |